# Spanische Kieleidechse
Die Spanische Kieleidechse (Algyroides marchi) ist eine Art innerhalb der Familie der Echten Eidechsen (Lacertidae). Der wissenschaftliche Artname ehrt den spanischen Bankier Juan March.

## Merkmale
Die kleine schlanke Eidechse hat einen mäßig abgeflachten Körper und große schwach gekielte Rücken- sowie kleine, körnige Seitenschuppen. Die Rückenfärbung reicht von oliv- bis rötlichbraun, die Flanken sind schwärzlich und der Bauch ist gelb. Die Kehle ist beim Männchen weißlich bis blaugrau, beim Weibchen weißlich bis hellgelb. Die Nackenschuppen können beim Männchen gekielt sein. Beim Weibchen sind sie fast glatt ausgebildet. 
Die Gesamtlänge der Eidechse beträgt 14 bis 15 Zentimeter.

## Verbreitung

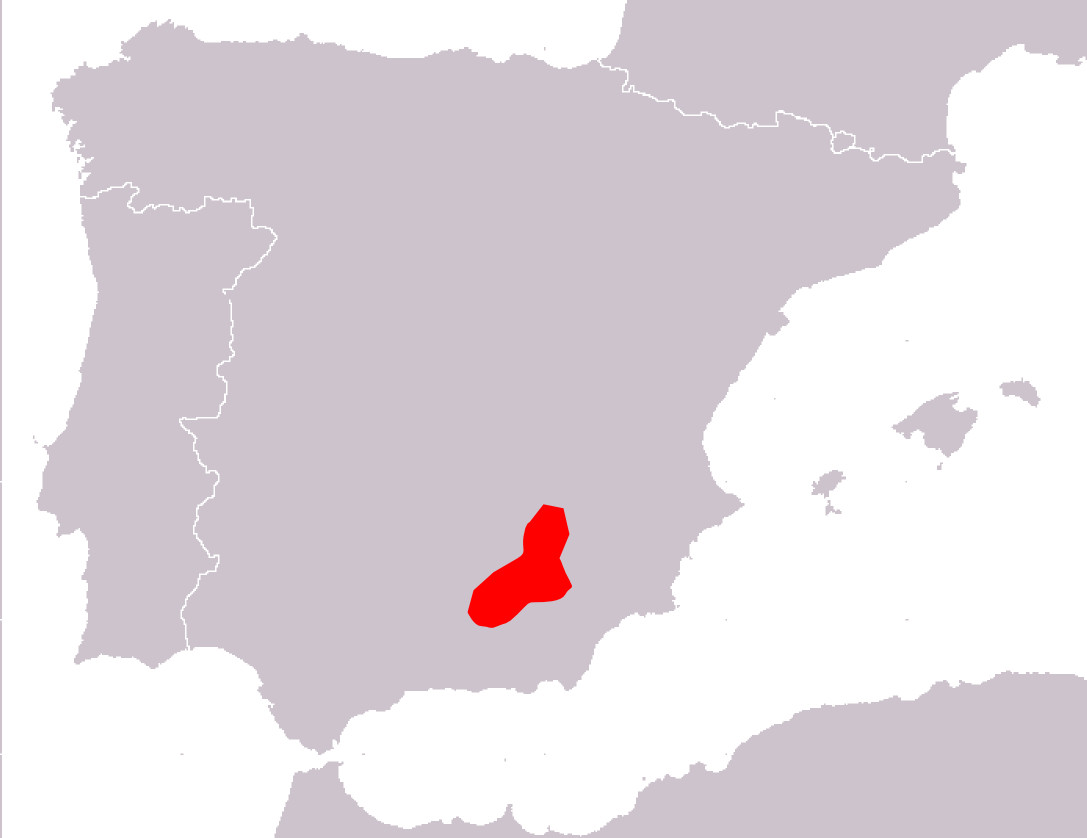
Verbreitungsgebiet

Die Art kommt in Gebirgsstöcken in Südost-Spanien vor, besonders in Höhenlagen von 1000 und 1500 Meter.

## Lebensraum
Die Art findet man häufig in gewässernahen üppig verkrauteten Lebensräumen mit relativ hoher Luftfeuchtigkeit. Die Nahrung der Spanischen Kieleidechse besteht aus Insekten, Spinnen und Würmern. Auf Grund des kleinen Verbreitungsgebiets und der Bedrohung der Lebensräume ist die Art in der Roten Liste der IUCN als stark gefährdet (endangered) gelistet.